# ایستگاه راه‌آهن بثنال گرین
ایستگاه راه‌آهن بثنال گرین (انگلیسی: Bethnal Green railway station) یکی از ایستگاه‌های خط لی ولی متروی زمینی لندن است.
این ایستگاه که در سال ۱۸۷۲ تاسیس شده در ناحیه بثنال گرین واقع شده است.

## نگارخانه

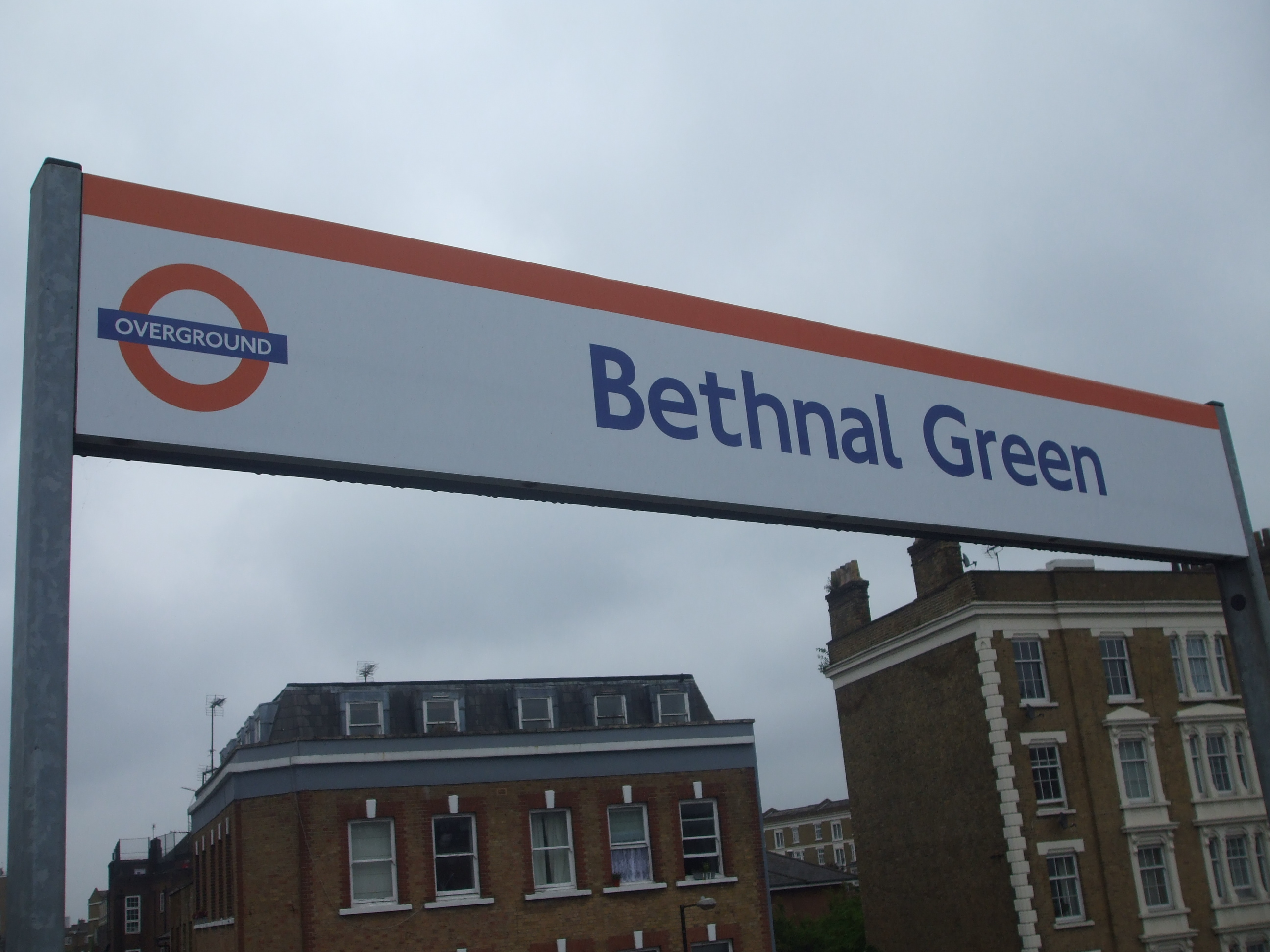
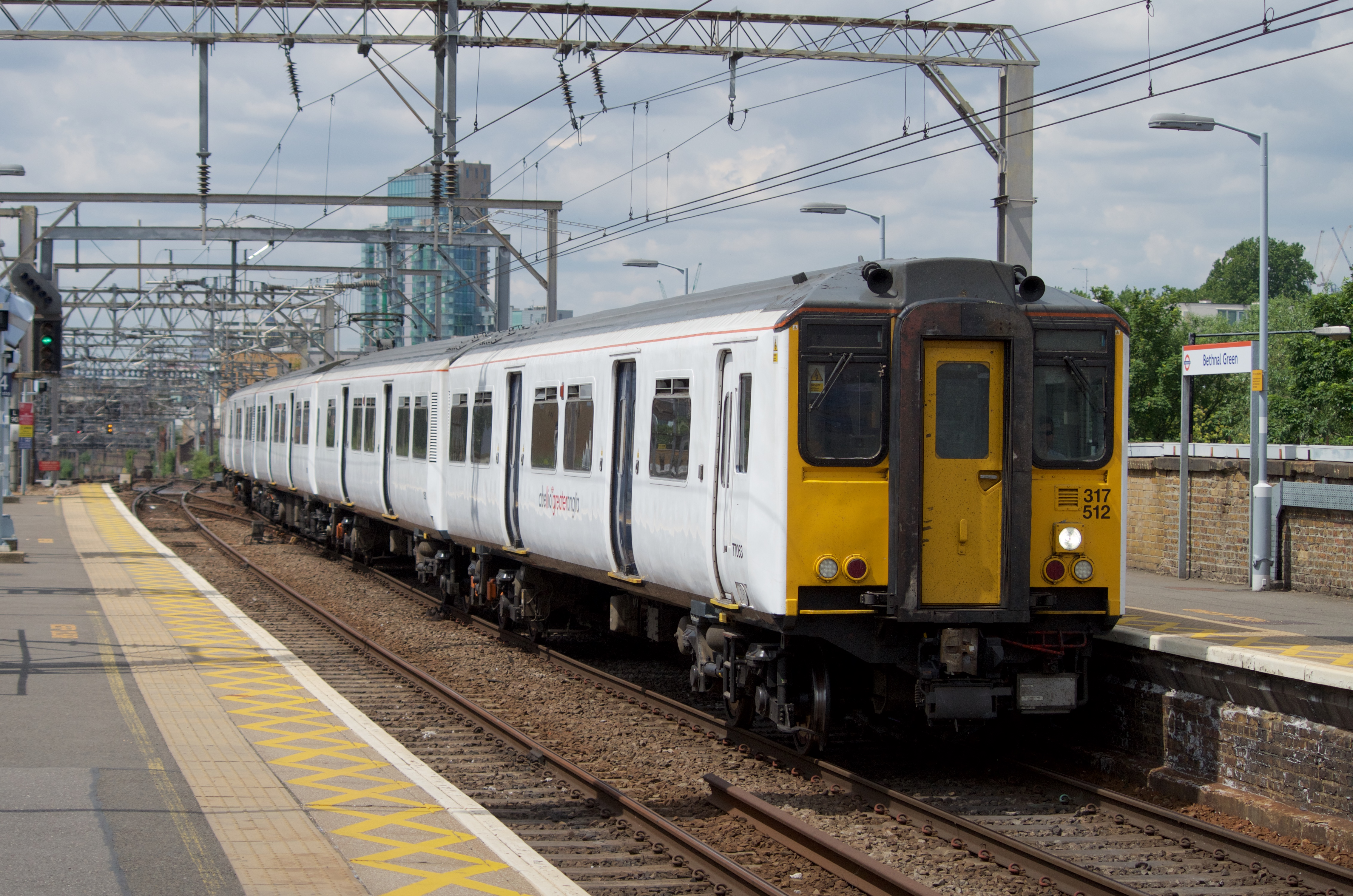
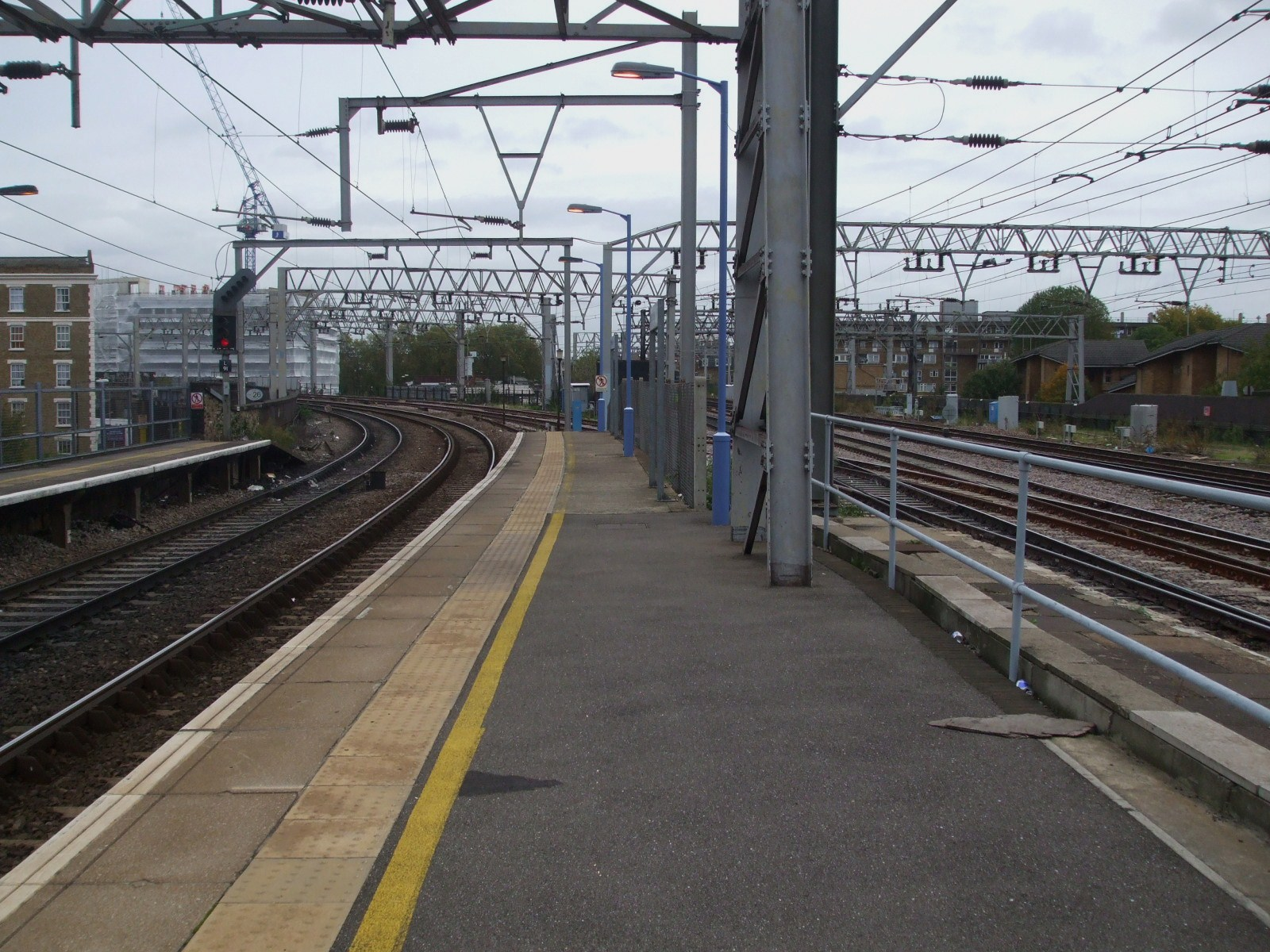
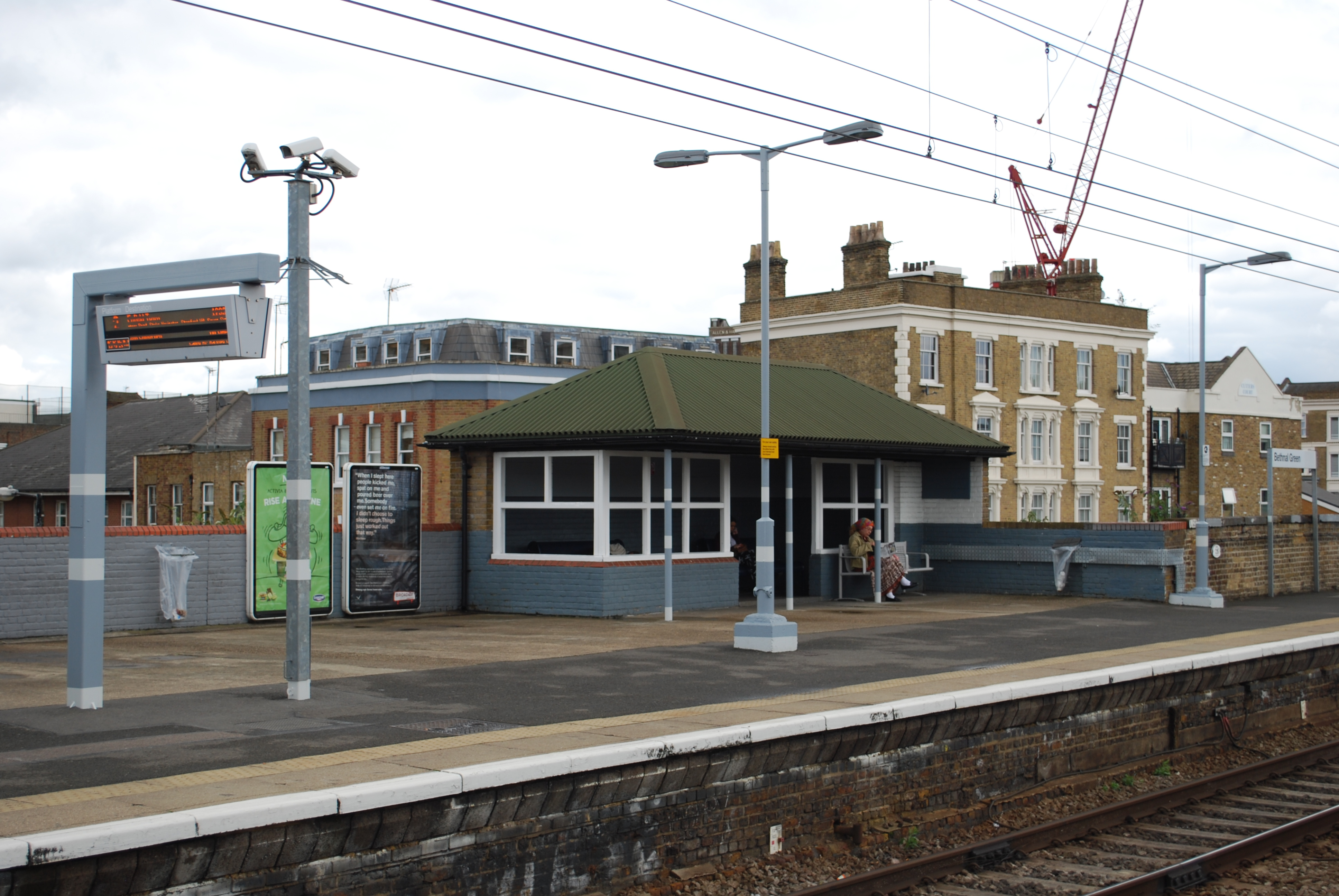